# Puchar Świata w kolarstwie przełajowym 1998/1999
Puchar Świata w kolarstwie przełajowym w sezonie 1998/1999 to 6. edycja tej imprezy. Organizowany przez UCI, obejmował tylko zawody dla mężczyzn. Pierwszy wyścig odbył się 8 listopada 1998 w szwajcarskim Eschenbach, a ostatni 16 stycznia 1999 roku we francuskim Nommay.
Trofeum sprzed roku bronił Holender Richard Groenendaal. W tym sezonie triumfował Belg Mario De Clercq.

## Wyniki
| Lp | Miejscowość | Data              | 1. miejsce          | 2. miejsce      | 3. miejsce         |
| -- | ----------- | ----------------- | ------------------- | --------------- | ------------------ |
| 1. | Wangen      | 8 listopada 1998  | Richard Groenendaal | Sven Nys        | Beat Wabel         |
| 2. | Tábor       | 21 listopada 1998 | Sven Nys            | Daniele Pontoni | Mario De Clercq    |
| 3. | Leudelange  | 6 grudnia 1998    | Daniele Pontoni     | Marc Janssens   | Mario De Clercq    |
| 4. | Koksijde    | 20 grudnia 1998   | Mario De Clercq     | Bart Wellens    | Adrie van der Poel |
| 5. | Zeddam      | 2 stycznia 1999   | Thomas Frischknecht | Mario De Clercq | Marc Janssens      |
| 6. | Nommay      | 16 stycznia 1999  | Adrie van der Poel  | Daniele Pontoni | Mario De Clercq    |

## Klasyfikacja generalna
| Lp. | Zawodnik            | Punkty |
| --- | ------------------- | ------ |
| 1.  | Mario De Clercq     | 206    |
| 2.  | Daniele Pontoni     | 189    |
| 3.  | Sven Nys            | 177    |
| 4.  | Adrie van der Poel  | 151    |
| 5.  | Marc Janssens       | 138    |
| 6.  | Richard Groenendaal | 132    |
| 7.  | Radomír Šimůnek     | 106    |
| 8.  | Erwin Vervecken     | 103    |
| 9.  | Wim de Vos          | 93     |
| 10. | Peter Van Santvliet | 90     |